# Copyleft
Copyleft er en betegnelse for en række fri software- og open source-licenser for brug af ophavsretsbeskyttede værker som er karakteriseret ved et krav om at værker, som er afledt af et andet værk med en sådan licens, udgives under samme licens hvis de frigives. Hvor ophavsretregler normalt bruges til at forhindre eller begrænse muligheden for lovligt at lave og distribuere kopier af et værk, er det omvendt copyleft-licensens formål at sikre at alle personer, som modtager et copyleftet værk har ret til frit at bruge, ændre og videredistribuere det.
Prominente eksempler inkluderer GNU General Public License (GPL) og Creative Commons' "ShareAlike" (CC-BY-SA).
Kort fortalt går det ud på, at et værk (for eksempel et computerprogram) frit kan kopieres, ændres og distribueres – men de nye værker som fremkommer herved skal forblive under samme licens som originalen:
.. Hvis De f.eks. distribuerer kopier af et sådant program, enten gratis eller mod gebyr, er De forpligtet til at give modtagere alle de rettigheder, som De selv har. De skal sikre, at også modtagerne får eller kan få fat på kildeteksten. Desuden er De forpligtet til, at vise modtagerne disse betingelser, så de også er bekendt med deres rettigheder..
Hvis man er i besiddelse af et copyleft-program, har man fået retten til at bruge, ændre og kopiere programmet på visse betingelser (nemlig at man videregiver de samme rettigheder uindskrænket til alle modtagere) af ophavsrethaveren (dvs. den eller de personer som har lavet programmet). Det er frivilligt om man vil acceptere disse betingelser, og hvis man ikke vil eller kan overholde dem, må man godt at bruge programmet (eller indholdet), men man må ikke distribuere det. På det punkt adskiller copyleft-licenser sig fra andre licenstyper. Distribution er en handling hvormed du accepterer betingelserne i licensen. Dette kan måske synes mærkeligt ved første øjekast, men det er fordi alle betingelserne omhandler hvorledes du distribuerer materialet. Hvis du ikke vil acceptere betingelserne, så har du ikke tilladelse til at distribuere. Det betyder dog ikke at du må tage kildekoden under licensen og kopiere den!
I tilfældet et computerprogram under en copyleft-licens, må du bruge programmet personligt og lave ændringer uden at binde dig til licensen. På dette tidspunkt er du udelukkende bundet af dit lands nationale copyright-lovgivning, og materielet under licensen (kildekoden) er ophavsretligt beskyttet, så du må ikke tage fra kildekoden (dvs. kopiere fra materielet under licensen.) Men ligeså snart du giver programmet til en anden, eller viser programmet offentlig frem, binder du dig til licensen, som pålægger dig at give alle de friheder du selv har fået videre under den samme licens (og en af de friheder er at du som modtager af et afledt værk (i modsætning til ikke-copyleft fri software) har ret til kildekoden.)
Denne typer licenser har også vundet indpas uden for software. Copyleftens karakter der giver dig frihed til frit at dele materiale under licensen, men ikke fornægte andre copyleftens friheder, har gjort at store kulturelle fælleder, uden om de traditionelle kommercielle interesser, er sprunget op overalt på internet.

## Historie
Historisk kan man finde copyleft helt tilbage til et lille BASIC-program i slutningen af 1970'erne skrevet af Dr. Wang. I programmet står: All Wrongs reserved og CopyLeft – som modsvar til det traditionelle: All Rights reserved og Copyright. Det første legale copyleft tilskrives Richard Stallman i forbindelse med hans GPL: GNU General Public License. Omkring 1985 fik han en ny sætning indarbejdet: Copyleft—all rights reversed, som stammer fra en kreativ fælle Don Hopkins.
Ikke blot inden for it-verdenen er fænomenet kendt – hvad angår åbent indhold (open content), skabes der noget inden for universiteterne og kunstens verden i form af Creative Commons. Her er der frit slag for billeder og musik mv. – professor Lawrence Lessig, der bl.a. har skrevet bogen: Free Culture, står et godt eksempel for problematikken.
Copyleft startede som noget, der kunne ligne en spøg og skæmt-seance, herunder det omvendte copyright-symbol (se figur). Internet og globalisering samt måske især en øget digitalisering i samfundet har startet en rivende udvikling inden for området, hvor grænser synes meget elastiske.
En del kunstnere har udnyttet Copyleft til distribution af materialer; en af de første var Brad Sucks

## Kritik
Microsoft's Steve Ballmer har kaldt copyleft-konceptet og licenserne for virale idet han sammenligner dem med computervirus som spreder sig fra program til program. Fortalere af copyleft finder den sammenligning upassende.
Intern kritik indenfor fri software bevægelsen har været rettet mod GPL, der ikke tillader at et programmodul udgivet under GPL linkes med et program, der ikke er GPL-kompatibel. Problemet blev løst med LGPL, der er beregnet til disse situationer. Nogle programmer er udgivet under LGPL for at lette integrationen med andre systemer. Lettelsen drejer sig naturligvis om juridiske og ikke tekniske problemer.